# Сан-Джулиано-Миланезе
Сан-Джулиано-Миланезе (итал. San Giuliano Milanese) — город в Италии, в провинции Милан области Ломбардия.
Население составляет 32 814 человека (на 2003 г.), плотность населения составляет 1079,4 чел./км². Занимает площадь 30,4 км². Почтовый индекс — 20098. Телефонный код — 02.
Покровителем коммуны почитается святой мученик Иулиан (San Giuliano), празднование 22 июня.

## Города-побратимы
- Бюсси-Сен-Жорж, Франция (2002)
- Куртя-де-Арджеш, Румыния (2003)
- Гравина-ин-Пулья, Италия (2013)